# Траве

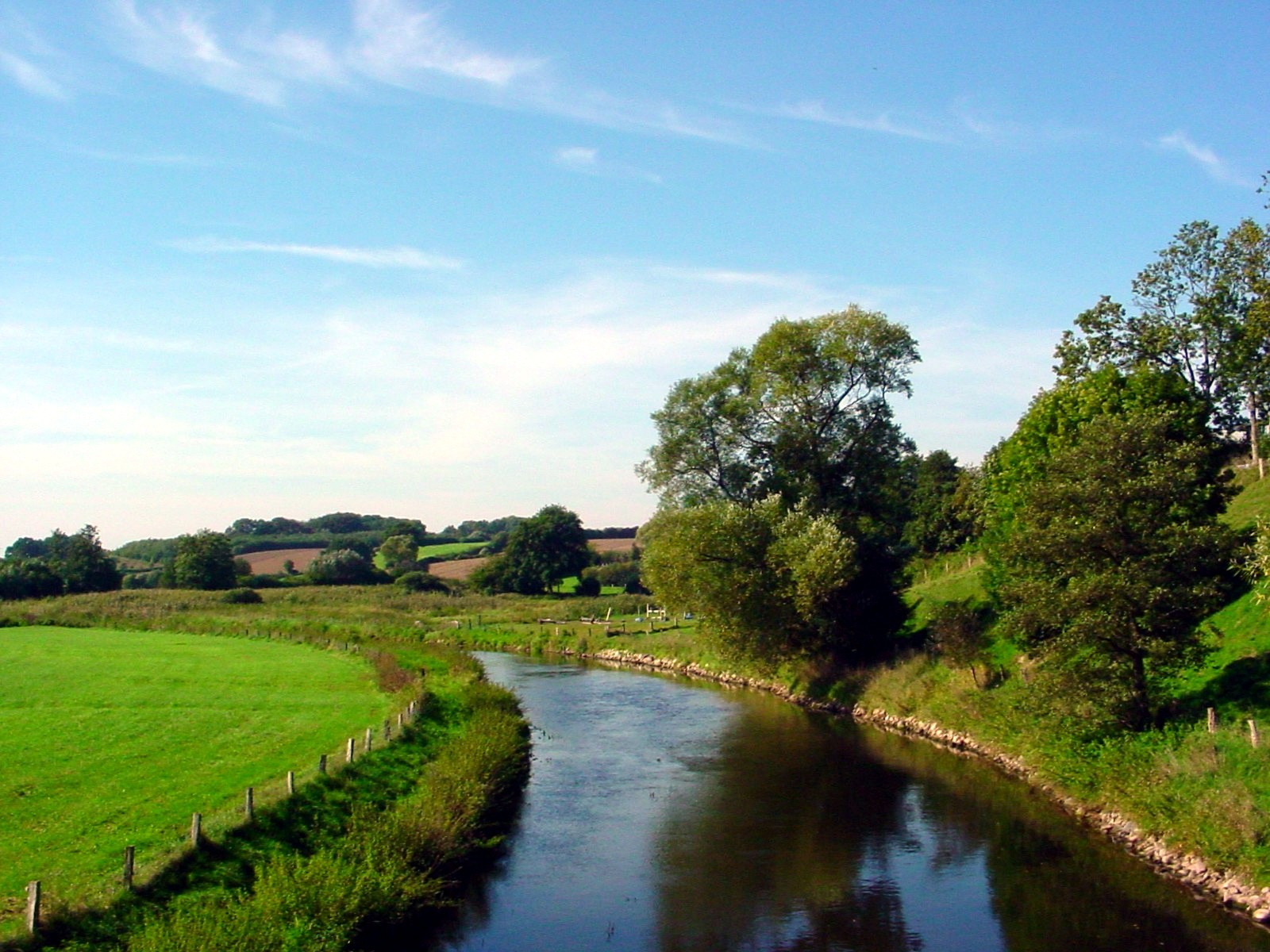
Trave river near Reinfeld

Тра́ве — річка в Німеччині, тече територією Федеральної землі Шлезвіг-Гольштейн. Впадає до Балтійського моря. Історичне походження назви від ободрицького «Травена» — «трав'яниста»[джерело?]. 
Річка тече повз міста: Бад-Зегеберг, Бад-Ольдесльо, Любек, Бад-Швартау і впадає у Любецьку бухту Балтійського моря в районі міста Травемюнде (нім. Travemünde — дослівно означає «гирло Траве»).
| Річка | Це незавершена стаття про річку. Ви можете допомогти проєкту, виправивши або дописавши її. |

| Німеччина | Це незавершена стаття з географії Німеччини. Ви можете допомогти проєкту, виправивши або дописавши її. |